# Ole Lund Kirkegaard
Ole Lund Kirkegaard (spreek uit: kier-ke-goor) (Aarhus, 29 juli 1940 - Juelsminde, 24 maart 1979) was een Deens schrijver van kinderboeken. Zijn boeken gingen voornamelijk over de relatie tussen kinderen en volwassenen. De hoofdrolspeler was vaak een antiheld.

## Biografie
Na de middelbare school voer Ole Lund Kirkegaard enige tijd op een tanker. Hij had veel last van zeeziekte en moest daardoor stoppen met de zeevaart. Hierna heeft hij les gegeven op verschillende basisscholen, totdat een van zijn verhalen een prijs won, in 1966. Hij schreef hierna 9 andere boeken.
Ole Lund Kirkegaard overleed op 24 maart 1979 nadat hij dronken in de sneeuw was gevallen en doodvroor. Hij werd 38 jaar.